# Psychotria santamartensis
Psychotria santamartensis är en måreväxtart som beskrevs av Henry Hurd Rusby. Psychotria santamartensis ingår i släktet Psychotria och familjen måreväxter.

## Underarter
Arten delas in i följande underarter:
- P. s. costanensis
- P. s. santamartensis